# Entente urbaine de football de Kolwezi
L’Entente urbaine de football de Kolwezi(Eufkol) est la Ligue de football de haut niveau de la ville de Kolwezi. Chaque année, des clubs de l’Eufkol sont relégués en Eufkol D2, et les promus montent en LIFKAT. Cette Ligue fait partie de la Fédération congolaise de football association (FECOFA),,
En 2012, l’Eufkol devient une 3e Division, à la suite de la création d’une 1re Division répartie en 3 groupes. En 2018, l’Eufkol devient une 4e Division, à la suite de la création d’une 2e Division répartie en 3 groupes.

## Palmarès
- 1999 : US Gexcol [4],[2],[5],[6]
- 2017 : CS Manika[7],[8],[9],[10]